# Arboretum de la Universidad Austral de Chile
El Arboretum de la Universidad Austral de Chile es un arboretum de unas 62 hectáreas de extensión que se encuentra en los alrededores de Valdivia, Chile. Depende administrativamente de la Universidad Austral de Chile (UACh).
Este es el único arboreto de Chile que está encuadrado en la lista de los 270 enclaves de este tipo en el mundo, por la organización BGCI.

## Localización
Se localiza en la comuna de Valdivia, dentro de la isla Teja, dentro de una propiedad de la Universidad Austral de Chile llamada "Fundo Teja Norte". Está cerca del Campus Isla Teja, de la misma Universidad. 

## Historia
El Arboretum del Instituto de Silvicultura de la Facultad de Ciencias Forestales se estableció en el año 1971, diseñado por el profesor Dr. Federico Schlegel. Es el mayor en su tipo en el país debido a la gran diversidad de especies vegetales que alberga. 

## Colecciones
En sus 62 hectáreas alberga una colección de más de 5000 especies arbóreas, tanto chilenas como foráneas.
Aquí se encuentran: 
- Árboles del bosque valdiviano del centro y sur de Chile con una  magnífica muestra de la selva valdiviana y sus componentes arbóreos, arbustivos, trepadoras, helechos y herbáceas (conservación in situ). Junto con esto, su proximidad a otros fragmentos de bosque del norte de la Isla Teja lo convierte en un corredor ecológico que permite la presencia de mamíferos vulnerables, como el zorro culpeo chileno y el chingue. Así mismo se desarrollan comunidades de aves propias de bosques antiguos, como el Carpintero de Magallanes, Concón, Comesebo y Hued-hued. Por otra parte mantiene poblaciones reproductivas de numerosas especies de anfibios e insectos nativos (inofensivos), que son exclusivos de los bosques valdivianos.
- Abetos
- Coníferas
- Eucaliptos
- Mirtáceas chilenas
- Especies del género Nothofagus de Nueva Zelanda y Chile,
- Una colección de bambusáceas.
- Populetum de unas tres hectáreas donde se cultivan árboles del género Populus; se mantiene un muestrario de clones con 70 variedades. Actualmente se cultivan en 1,6 hectáreas, unas 17 variedades destinadas a la producción de varetas para su extensión y cultivo.